# Rhyacophila bonaparti
Rhyacophila bonaparti is een schietmot uit de familie Rhyacophilidae. De soort komt voor in het Palearctisch gebied.
De wetenschappelijke naam van de soort werd voor het eerst gepubliceerd in 1947 door de Canadese entomoloog Fernand Schmid.